# Cylindrocline
Cylindrocline är ett släkte av korgblommiga växter. Cylindrocline ingår i familjen korgblommiga växter.
Kladogram enligt Catalogue of Life:
| Cylindrocline | \| \| Cylindrocline commersonii \| \| \| \| \| \| Cylindrocline lorencei \| \| \| \| |
|               | \| \| Cylindrocline commersonii \| \| \| \| \| \| Cylindrocline lorencei \| \| \| \| |
|               | Cylindrocline commersonii                                                            |
|               |                                                                                      |
|               | Cylindrocline lorencei                                                               |
|               |                                                                                      |

## Bildgalleri

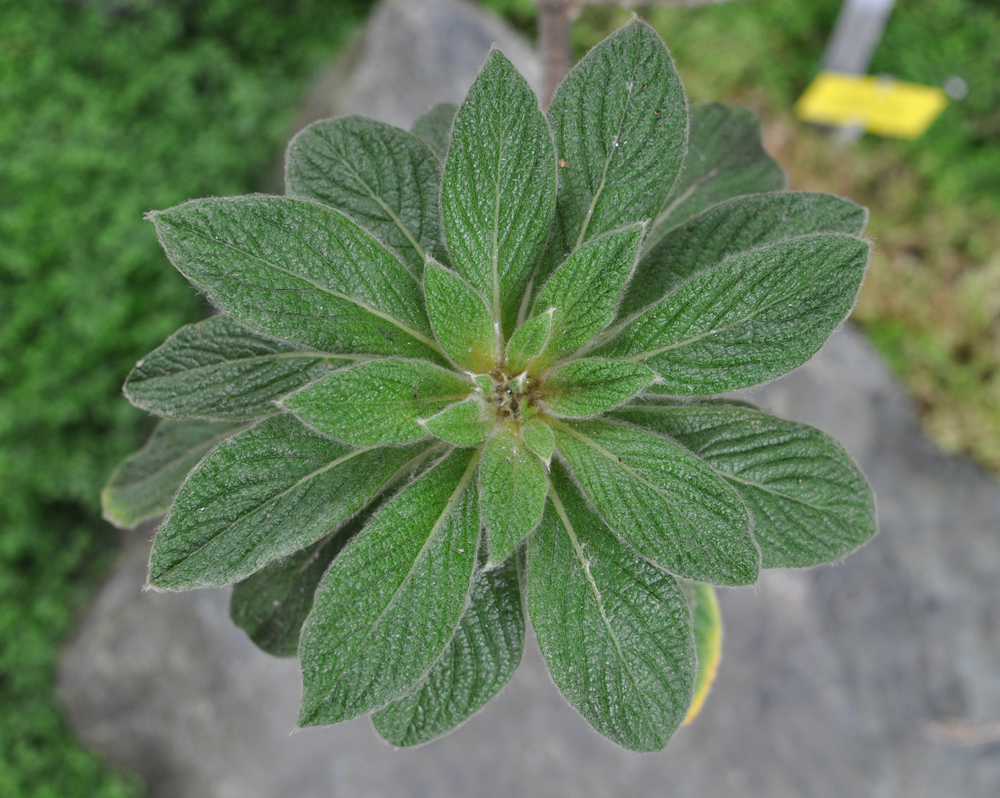
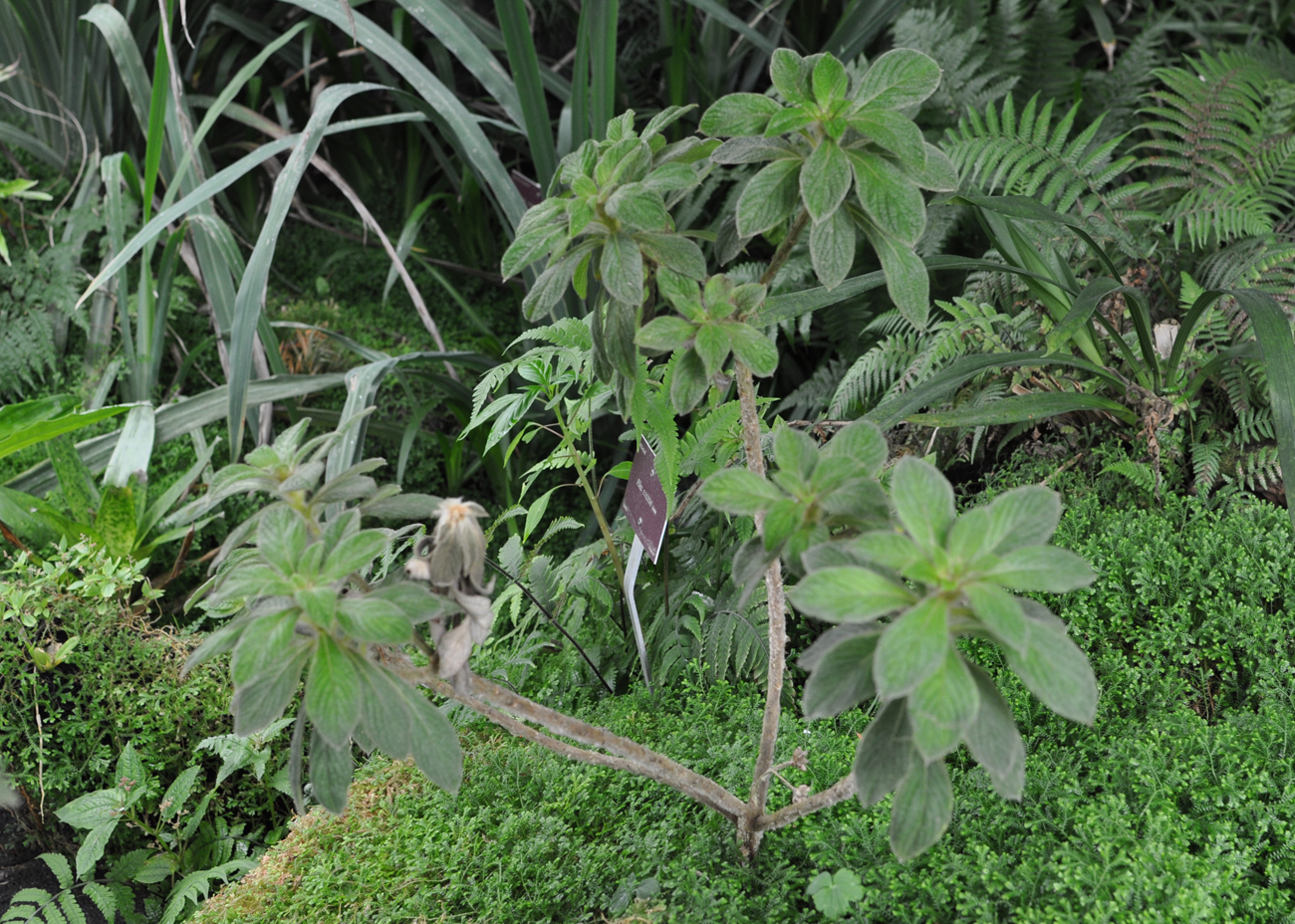
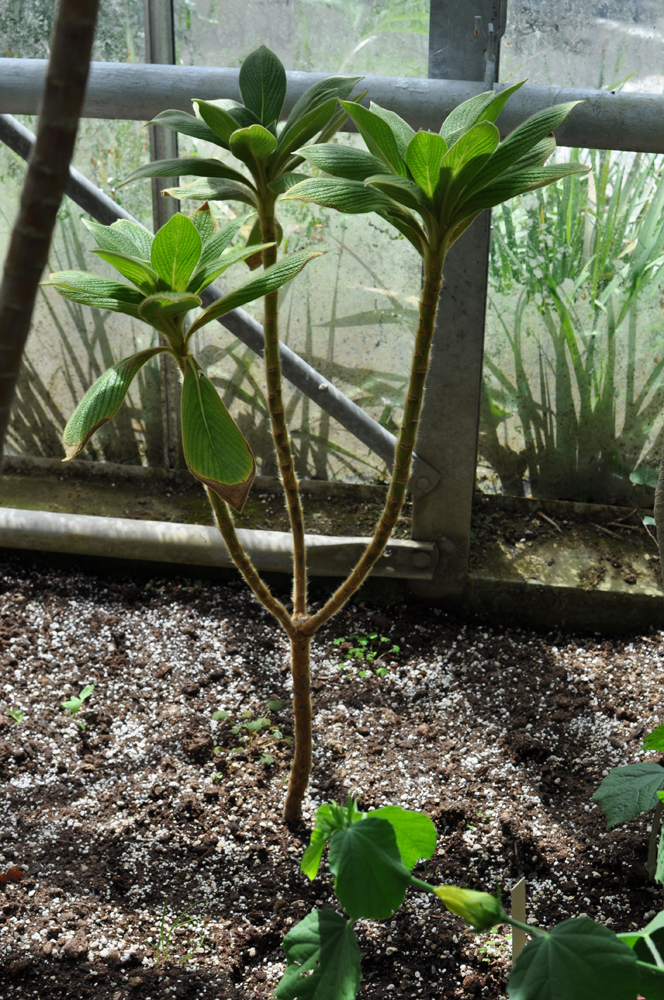